# Karl von Ilsemann

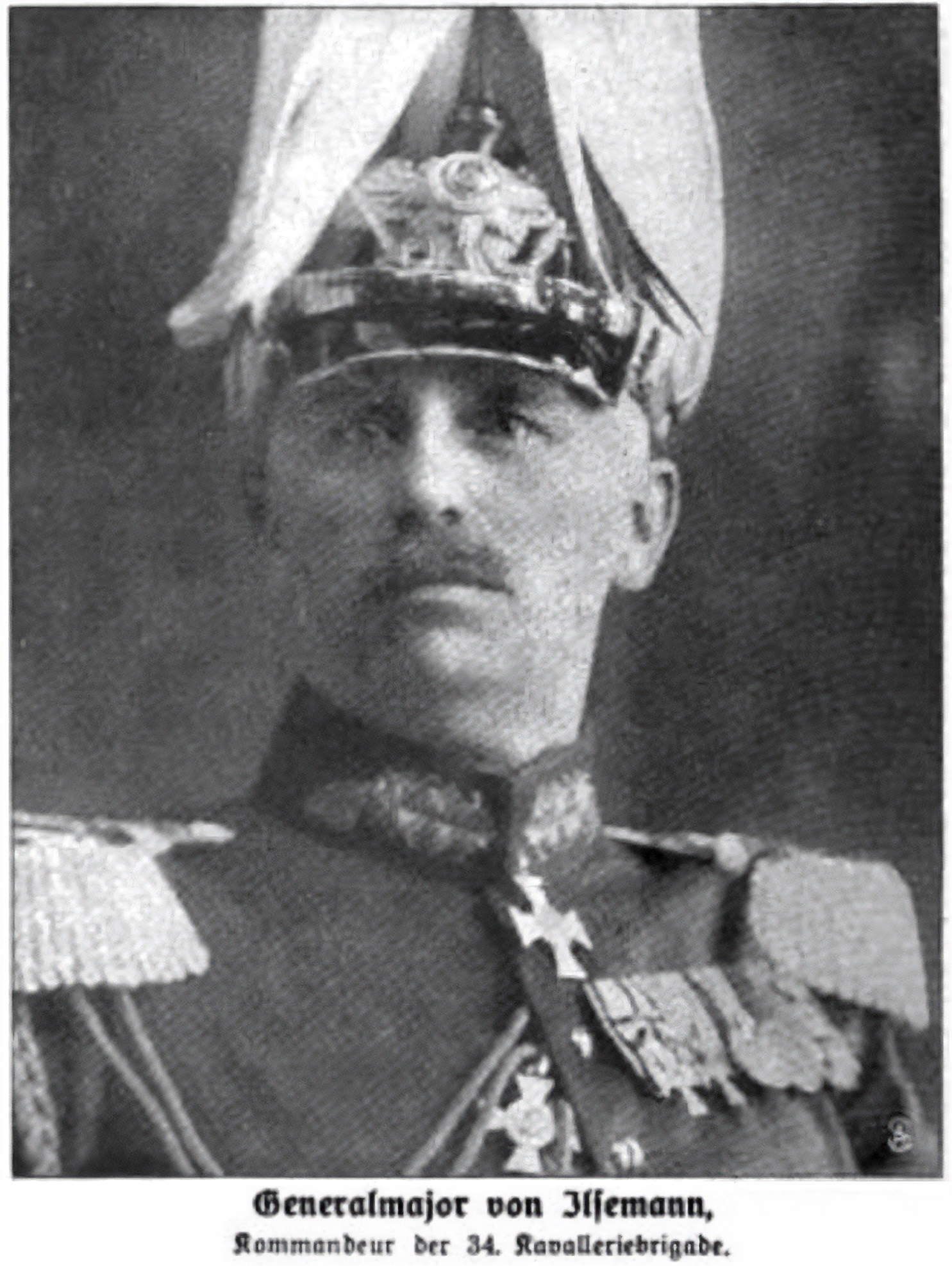
Karl von Ilsemann

Karl Georg Hartwig Richard Ilsemann, seit 1908 von Ilsemann, (* 21. August 1856 in Wunstorf; † 1. Dezember 1930 in Darmstadt) war ein preußischer Generalleutnant. 

## Leben

### Herkunft
Er war der Sohn des Geheimen Justizrates und Senatspräsidenten am Landgericht Hannover Karl Ilsemann (1822–1899) und dessen Ehefrau Henriette, geborene Cleve (1824–1888), Tochter des Generalmajors Urban Cleve.

### Militärkarriere
Ilsemann besuchte das Gymnasium in Lüneburg sowie das Lyzeum I in Hannover. Anschließend trat er am 1. April 1876 als Fahnenjunker in das 2. Hannoversche Dragoner-Regiment Nr. 16 der Preußischen Armee in Lüneburg ein und avancierte bis Mitte September 1877 zum Sekondeleutnant. Nach seiner Beförderung zum Premierleutnant fungierte Ilsemann vom 24. März 1890 bis zum 17. Oktober 1891 als Regimentsadjutant, wurde anschließend Adjutant der 2. Kavallerie-Brigade in Allenstein und stieg in dieser Eigenschaft Ende Januar 1893 zum Rittmeister auf. Als solcher war er für fünf Jahre Eskadronchef in seinem Stammregiment. Daran schloss sich ab Mitte April 1899 eine Verwendung als Adjutant der 21. Division in Frankfurt am Main an. Unter Belassung in dieser Stellung wurde Ilsemann am 27. Januar 1900 als Major in das Westfälische Dragoner-Regiment Nr. 7 versetzt. Am 22. Mai 1900 folgte seine Kommandierung als Adjutant beim Generalkommando des XVIII. Armee-Korps. Mitte April 1903 trat Ilsemann zum Stab des Husaren-Regiments „König Humbert von Italien“ (1. Kurhessisches) Nr. 13 in Mainz über. Nachdem das Regiment zum 1. Juli 1905 Diedenhofen als neue Garnison bezogen hatte, wurde Ilsemann am 10. April 1906 zum Oberstleutnant befördert und am 18. August 1906 als Kommandeur des 2. Großherzoglich Hessischen Dragoner-Regiments (Leib-Dragoner-Regiment) Nr. 24 nach Darmstadt versetzt. Am 14. September 1908 erhob Kaiser Wilhelm II. ihn in den erblichen preußischen Adelsstand.
Ilsemann avancierte am 20. April 1904 zum Oberst, wurde am 23. Mai 1911 mit der Führung der 34. Kavallerie-Brigade in Saint-Avold beauftragt sowie am 16. Juni 1911 zum Kommandeur dieses Großverbandes ernannt. In dieser Eigenschaft erhielt er am 15. Mai 1912 den Kronenorden II. Klasse und wurde am 1. Oktober 1912 Generalmajor. Im Herbst 1913 leitete Ilsemann für den erkrankten Generalleutnant Theodor Claassen die Divisionsmanöver der 34. Division mit großen Geschick. Von seinen Vorgesetzten wurde er zum Divisionskommandeur oder zum Kavallerieinspekteur empfohlen und für seine Leistungen Mitte Mai 1914 mit dem Roten Adlerorden II. Klasse mit Eichenlaub ausgezeichnet.
Mit Ausbruch des Ersten Weltkriegs wurde Ilsemann zum Kommandeur der 5. Kavallerie-Division ernannt. Er führte seinen Großverband im Westen in den Kämpfen bei Dinant, Namur, Saint-Quentin sowie am Petit Morin und wurde mit beiden Klassen des Eisernen Kreuzes ausgezeichnet. Während der Stellungskämpfe in der Champagne musste Ilsemann krankheitsbedingt abgelöst werden. Er wurde daraufhin am 27. Oktober 1914 zu den Offizieren von der Armee versetzt und am 25. März 1915 unter Verleihung des Charakters als Generalleutnant mit der gesetzlichen Pension zur Disposition gestellt.
Er wurde nach seinem Tod am 4. Dezember 1930 auf dem Waldfriedhof Darmstadt beigesetzt.

### Familie
Ilsemann heiratete am 23. September 1881 in Lüneburg Thekla Freiin von Hammerstein-Equord (1858–1920). Aus der Ehe gingen folgende Kinder hervor:
- Iwan (1882–1964), deutscher Generalmajor, Militärattaché in der Schweiz 1937/44
- Sigurd (1884–1952), preußischer Hauptmann, langjähriger Flügeladjutant Kaiser Wilhelms II.
- Erwin (1886–1952), Oberst a. D.; verheiratet mit Carla Buderus von Carlshausen, Sohn (1920) Carl-Gero von Ilsemann, Generalleutnant der Bundeswehr, verheiratet mit Gisela Mundry, verwitwete Freifrau von Dörnberg (zwei Söhne)
- Helmuth (1891–1957), deutscher Generalmajor